# Valdemar Brask Terkelsen
Valdemar Brask Terkelsen (født 29. september 1990) er en dansk softballspiller. Hans primære positioner 1. basemand og pitcher men han spiller også outfielder.  I Danmark har han spillet for Hurricanes, Hørsholm Baseball Softball Klubs softballhold, hvor han er noteret for 231 kampe (2015). Han har desuden spillet 34 u19 landskampe og 62 seniorlandskampe for Danmark (2013)
Valdemar er født ind i en softballfamilie, hvor både far, Jens, og mor, Susanne, har været aktive spillere – inklusive en landsholdskarriere (henholdsvis 83 og 43 landskampe).  Jens Terkelsen har endvidere været medstifter af Dansk Baseball Softball Forbund og Hørsholm BSK.  Valdemar spiller sammen med storebror Frederik Brask Terkelsen på både klub- og landshold.
Sin unge alder til trods, har Valdemar Brask Terkelsen allerede spillet flere sæsoner i udlandet.  Han har vundet EM for både u 19 landshold og seniorlandshold.  Med klubholdet, Hørsholm Hurricanes, har han vundet 4 Europa Cup titler og 4 danske mesterskaber – senest i 2014.

## National senior klub karriere
- 2005 – Hørsholm Hurricanes – nr 5 ved DM
- 2006 – Hørsholm Hurricanes – Sølv ved DM
- 2007 – Hørsholm Hurricanes – Sølv ved DM
- 2008 – Hørsholm Hurricanes – Sølv ved DM
- 2009 – Hørsholm Hurricanes – Sølv ved DM
- 2010 – Hørsholm Hurricanes – Guld ved DM
- 2011 – Hørsholm Hurricanes – Guld ved DM, kåret som bedste batter og MVP
- 2012 - Hørsholm Hurricanes - Guld ved DM
- 2013 - Hørsholm Hurricanes - Sølv ved DM
- 2014 - Hørsholm Hurricanes - Guld ved DM, kåret som bedste pitcher og MVP
- 2015 - Hørsholm Hurricanes - Sølv ved DM

## International senior klub karriere
- 2007 – Tamatea Softball, New Zealand
- 2007 – Hørsholm Hurricanes – nr 4 ved Europa Cup
- 2008 – Metro, New Zealand
- 2008 – Hørsholm Hurricanes – Bronze ved Europa Cup
- 2009 – Hørsholm Hurricanes – Europa Cup vinder
- 2009 – EHS, Holland – nr 2 ved hollandske mesterskaber
- 2010 – Auckland United, New Zealand
- 2010 – Hørsholm Hurricanes – Europa Cup vinder, kåret til bedste batter og MVP
- 2010 – Magos de Tenerife, Spanien – Spansk mester
- 2011 – Auckland United, New Zealand – Auckland mester
- 2011 – Aurora Dolan & Murphy, USA – udtaget til All Star holdet ved NAFA mesterskabet.
- 2011 – Hørsholm Hurricanes – Europa Cup vinder
- 2012 - Hørsholm Hurricanes - Europa Cup vinder
- 2012 – Aurora Dolan & Murphy, USA
- 2012 - Storks Den Haag, Holland - Hollandsk mester
- 2013 - Pueblo Bandits, USA
- 2014 - Pueblo Bandits, USA
- 2014 - Spectrum, Tjekkiet - Tjekkisk mester
- 2014 - Hoofdorp Pioneers, Holland - Hollandsk mester
- 2015 - Hallman Twins, Canada
- 2015 - Spectrum, Tjekkiet - Tjekkisk mester
- 2015 - Hoofdorp Pioneers, Holland - Hollandsk mester, kåret til MVP

## International seniorlandsholds karriere
- 2006 – Debut på det danske seniorlandshold
- 2007 – Sølv ved EM
- 2009 – nr 11 ved VM
- 2010 – Guld ved EM
- 2012 - nr 4 ved EM
- 2014 - Sølv ved EM
- 2015 - nr 13 ved VM

## International juniorlandsholds karriere
- 2005 – nr 9 ved u19 VM
- 2006 – Sølv ved u19 EM
- 2008 – nr 10 ved u19 VM
- 2009 – Guld ved u19 EM, kåret som bedste pitcher og MVP